# Homie Spumoni - L'amore non ha colore
Homie Spumoni - L'amore non ha colore (Homie Spumoni) è un film del 2006, diretto da Mike Cerrone.

## Trama
Una donna italiana trova per caso un neonato e decide di tenerlo con sé, convinta che si tratti un dono di Dio. Il piccolo, chiamato Renato, cresce come un italo-americano, ma la scoperta delle sue origini crea un vero e proprio shock culturale.